# Sainte-Lucie-de-Tallano
Sainte-Lucie-de-Tallano (en cors Santa Lucia di Tallà) és un municipi francès, situat a la regió de Còrsega, al departament de Còrsega del Sud. L'any 1999 tenia 392 habitants.

## Demografia
| 1962 | 1968 | 1975 | 1982 | 1990 | 1999 |
| ---- | ---- | ---- | ---- | ---- | ---- |
| 577  | 626  | 513  | 362  | 424  | 392  |

## Administració
| Període | Identitat      | Partit | Qualitat |  |
| ------- | -------------- | ------ | -------- |  |
| 2001    | Antoine Greani | DVD    |          |  |